# Elasmus froudei
Elasmus froudei är en stekelart som beskrevs av Girault 1922. Elasmus froudei ingår i släktet Elasmus och familjen finglanssteklar. Inga underarter finns listade i Catalogue of Life.